# Sowjetisch-finnischer-Nichtangriffspakt

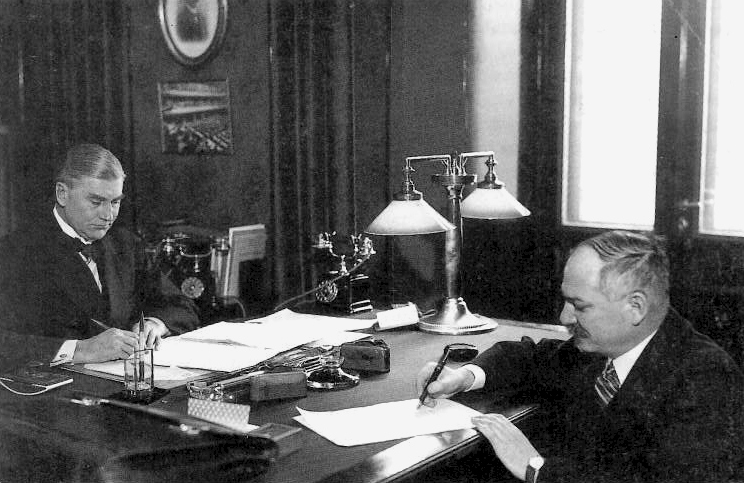
Unterzeichnung des Pakts in Helsinki am 21. Januar 1932. Links der Außenminister Finnlands Aarno Yrjö-Koskinen und rechts der sowjetische Botschafter in Helsinki Iwan Michailowitsch Maiski.

Der sowjetisch-finnische-Nichtangriffspakt war ein internationaler Vertrag zwischen der Sowjetunion und Finnland, der im Jahre 1932 zwischen Vertretern beider Staaten unterzeichnet wurde. Er sah den Verzicht auf den gegenseitigen Angriff vor und wurde durch die Sowjetunion am 28. November 1939 einseitig zurückgenommen. Zwei Tage später begann der sowjetische Überfall auf Finnland.
Die Sowjetunion hatte nach der japanischen Invasion der Mandschurei eine Reihe von Nichtangriffsverträgen mit benachbarten Staaten geschlossen, um ihre Grenzen abzusichern. Als der Pakt mit Finnland am 21. Januar 1932 geschlossen wurde, hatte man sich bereits mit Polen, Estland und Litauen geeinigt. Unterzeichner waren der finnische Außenminister Aarno Yrjö-Koskinen und der sowjetische Botschafter in Helsinki Iwan Michailowitsch Maiski. Der Pakt mit Finnland war jedoch der erste, der ratifiziert wurde (im Juli 1932). Der Pakt wurde in Moskau am 7. April 1934 bis zum 31. Dezember 1945 verlängert.
Nachdem sich die Sowjetunion mit dem Deutschen Reich im deutsch-sowjetischen Nichtangriffspakt über die Aufteilung Osteuropas geeinigt hatte, begann der sowjetische Diktator Stalin mit der Vorbereitung eines Angriffs auf Finnland. Die Sowjets inszenierten eine Operation unter falsche Flagge, beschossen ein eigenes Dorf und beschuldigten Finnland für den Beschuss verantwortlich gewesen zu sein (sog. Mainila-Zwischenfall).
Am 28. November 1939 widerrief die Sowjetunion einseitig den Pakt. Finnland wollte den Vorfall in Mainila durch eine unabhängige Kommission untersuchen lassen. Die Sowjetunion lehnte ab und griff Finnland zwei Tage später an.